# Висмейстри
Ви́смейстри (эст. Vismeistri) — микрорайон в районе Хааберсти города Таллина, столицы Эстонии. 

## География

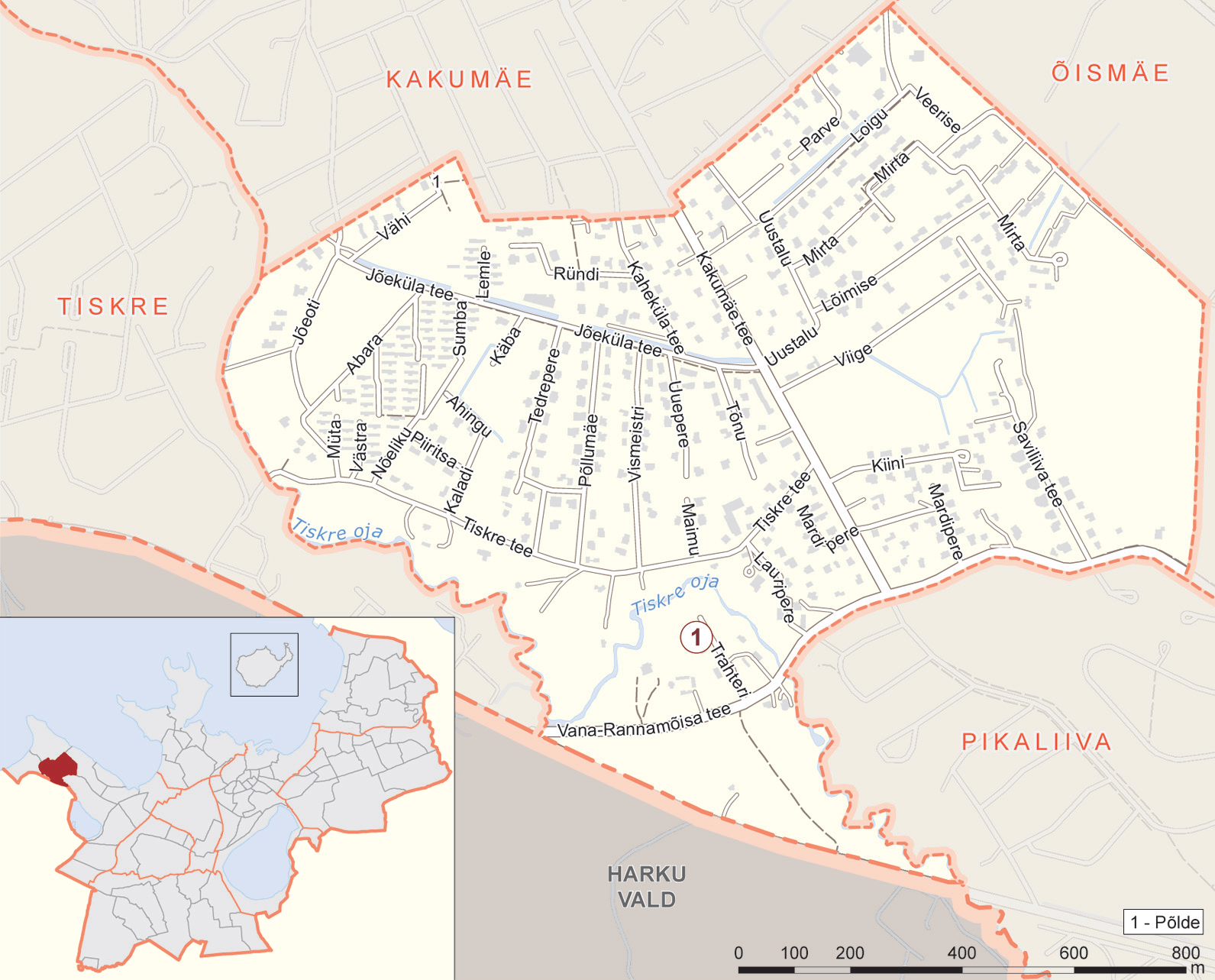
Карта микрорайона Висмейстри

Расположен на западе Таллина. Граничит с микрорайонами Какумяэ, Ыйсмяэ, Пикалийва и Тискре и с волостью Харку. Площадь — 1,43 км². Плотность населения на 1 января 2023 года — 1444,8 чел/км². По территории микрорайона протекает ручей Тискре.

## Улицы
Основные и самые протяжённые улицы микрорайона Висмейстри: Йыэкюла, Какумяэ, Тискре. На севере Висмейстри граничит с улицей Вана-Раннамыйза, на юге — с улицей Клоогаранна.

## Население
| Численность населения микрорайона Висмейстри на 1 января по данным Регистра народонаселения | Численность населения микрорайона Висмейстри на 1 января по данным Регистра народонаселения | Численность населения микрорайона Висмейстри на 1 января по данным Регистра народонаселения | Численность населения микрорайона Висмейстри на 1 января по данным Регистра народонаселения | Численность населения микрорайона Висмейстри на 1 января по данным Регистра народонаселения | Численность населения микрорайона Висмейстри на 1 января по данным Регистра народонаселения | Численность населения микрорайона Висмейстри на 1 января по данным Регистра народонаселения | Численность населения микрорайона Висмейстри на 1 января по данным Регистра народонаселения |
| 2008                                                                                        | 2010                                                                                        | 2011                                                                                        | 2012                                                                                        | 2013                                                                                        | 2014                                                                                        | 2015                                                                                        | 2016                                                                                        |
| ------------------------------------------------------------------------------------------- | ------------------------------------------------------------------------------------------- | ------------------------------------------------------------------------------------------- | ------------------------------------------------------------------------------------------- | ------------------------------------------------------------------------------------------- | ------------------------------------------------------------------------------------------- | ------------------------------------------------------------------------------------------- | ------------------------------------------------------------------------------------------- |
| 1208                                                                                        | ↗1399                                                                                       | ↗1517                                                                                       | ↗1754                                                                                       | ↗1768                                                                                       | ↗1821                                                                                       | ↗1864                                                                                       | ↗1884                                                                                       |
| 2017                                                                                        | 2018                                                                                        | 2019                                                                                        | 2020                                                                                        | 2021                                                                                        | 2022                                                                                        | 2023                                                                                        |                                                                                             |
| ↗1914                                                                                       | ↗1943                                                                                       | ↘1936                                                                                       | ↗1980                                                                                       | ↗2010                                                                                       | ↘2008                                                                                       | ↗2066                                                                                       |                                                                                             |

## История
Микрорайон был создан в 1975 году на месте деревни Фишмейстер (нем. Fischmeister, впервые упоминается в  1515 году как Vismestere; в 1913 году упоминается как село Фишмейстре, в источниках 1979 и 1987 годов как эст. Fišmeistri küla). В состав микрорайона вошла основная часть бывшей деревни. Свое название деревня получила в честь смотрителя рыбной ловли (fischmeister) замка Тоомпеа, который жил в ней, организовывал там рыболовство и снабжал комтура Ордена рыбой. Позже там была летняя мыза.

## Застройка
Микрорайон в основном застроен индивидуальными жилыми домами.

## Предприятия и учреждения
- Vabaõhumuuseumi tee 97 — предприятие «Sunorek AS», производитель оконных штор[11];
- Veerise tn 1 — детский сад «Веэризе» (эст. Veerise Lasteaed)[12].
- Jõeküla tee 14 — детские ясли «Лапсерыым» (эст. Lastehoid Lapserõõm)[13].

## Общественный транспорт
В микрорайоне курсируют городские автобусы маршрутов № 4, 21, 21А, 21В.

## Галерея

Микрорайон Висмейстри
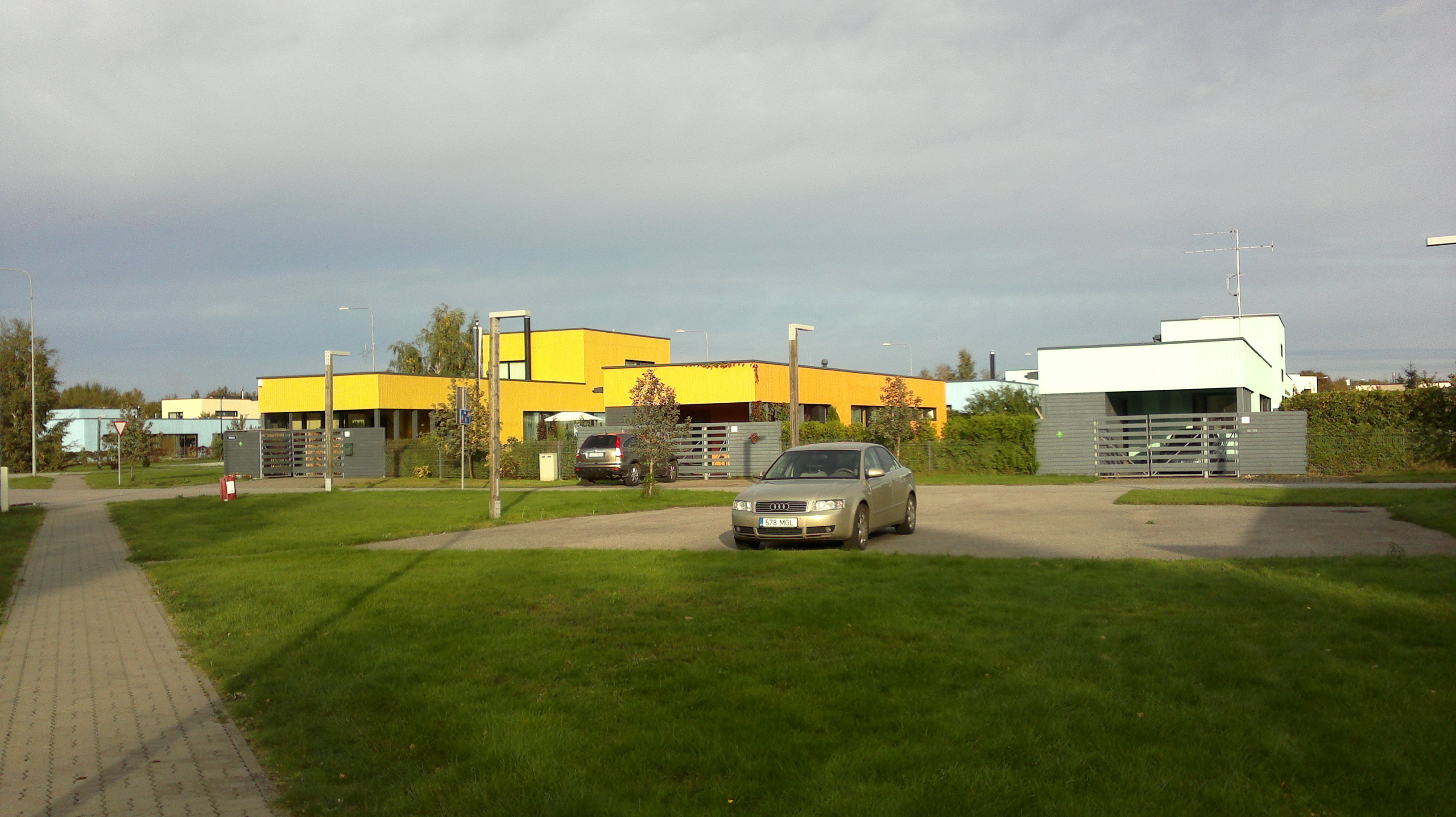
Улица Абара
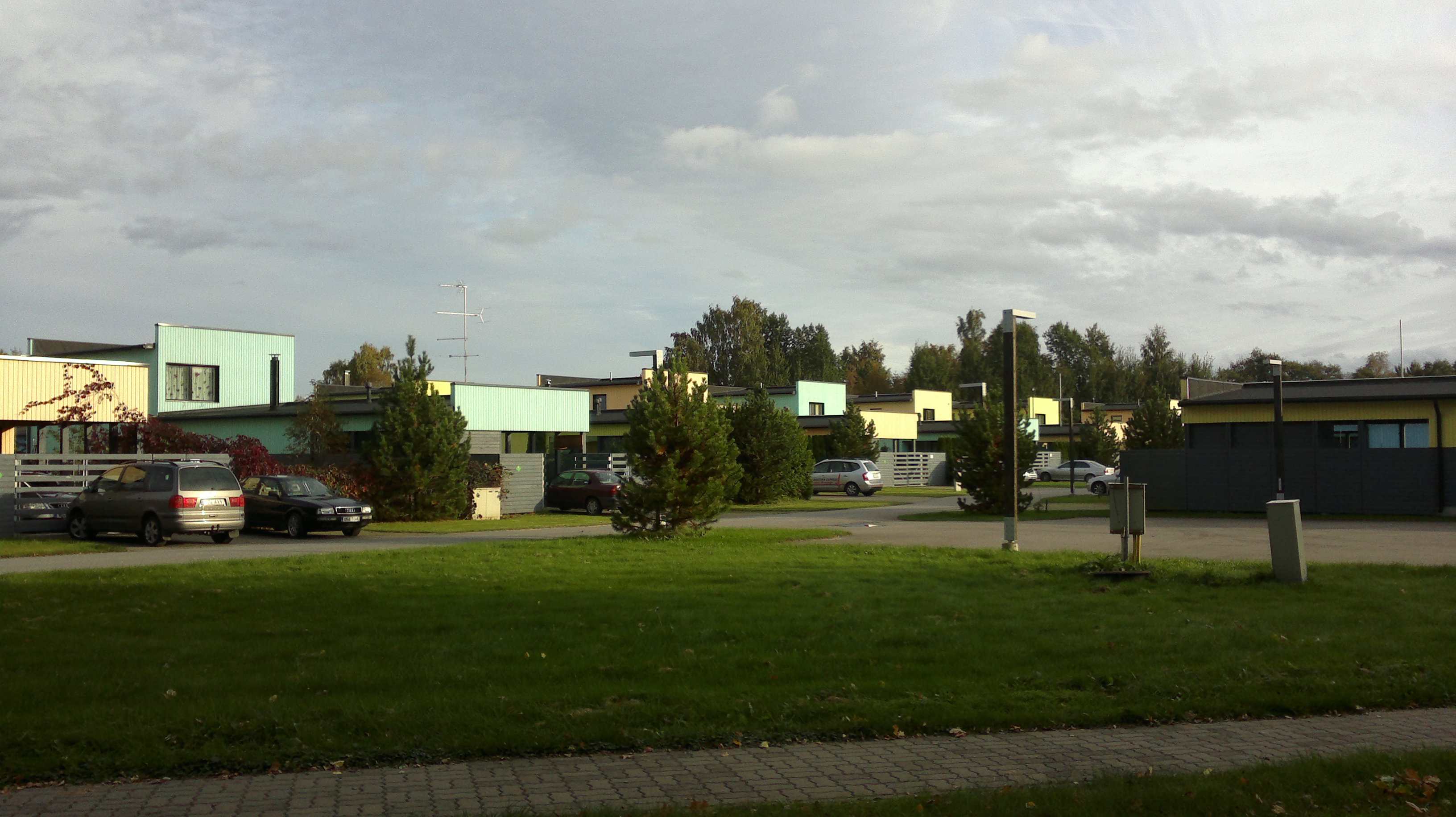
Рядные дома на улице Абара
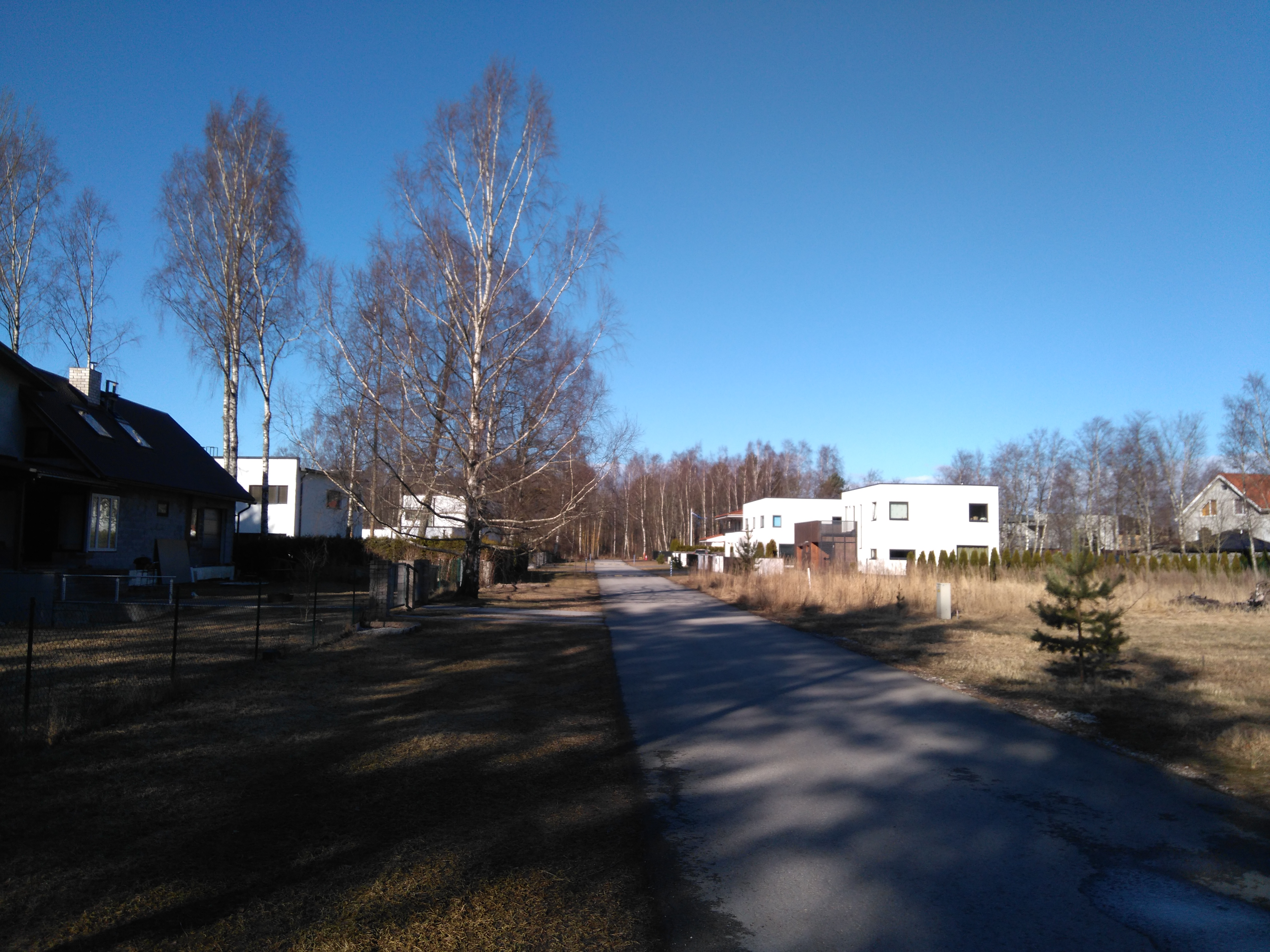
Улица Калади
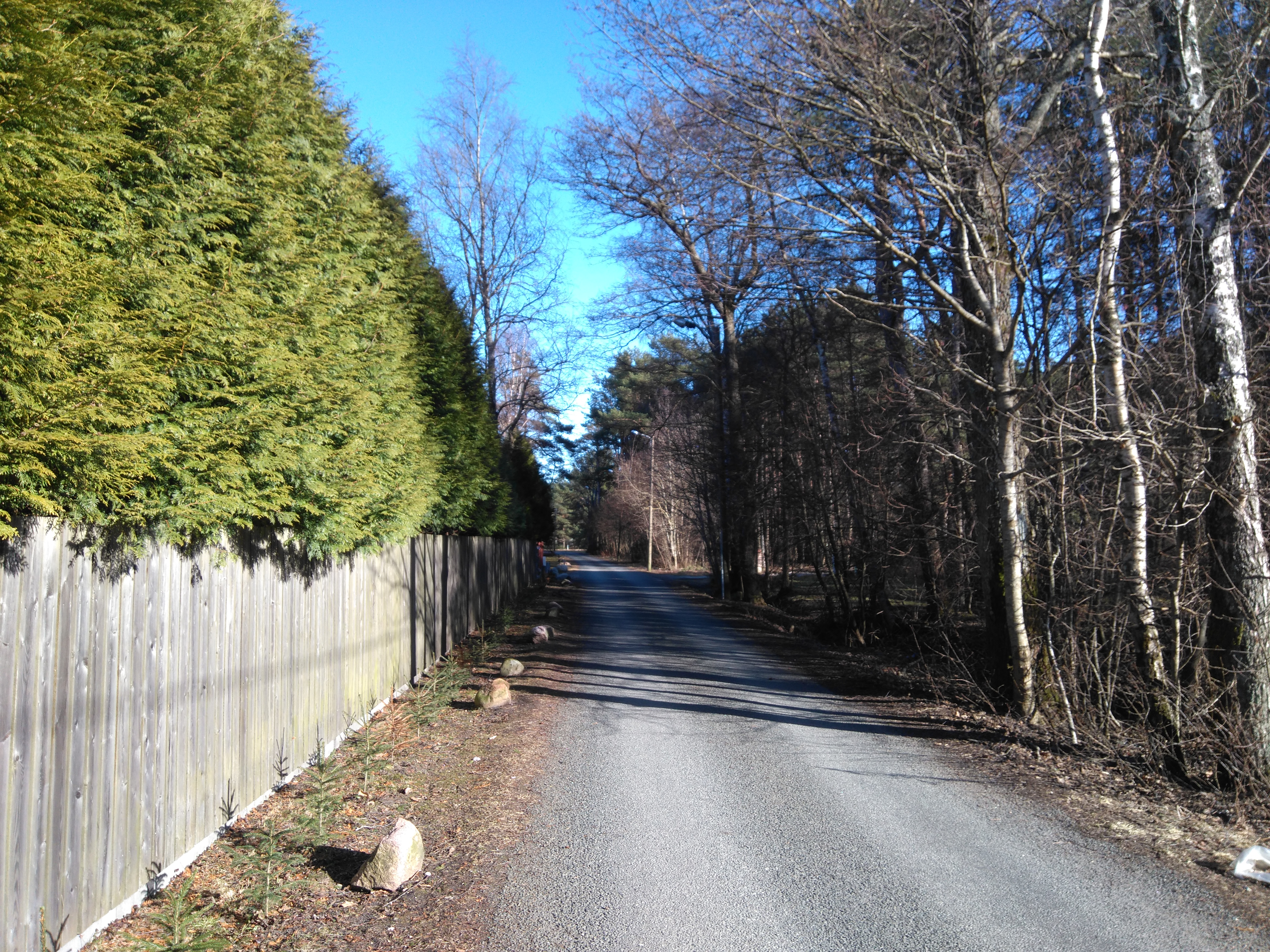
Улица Тискре
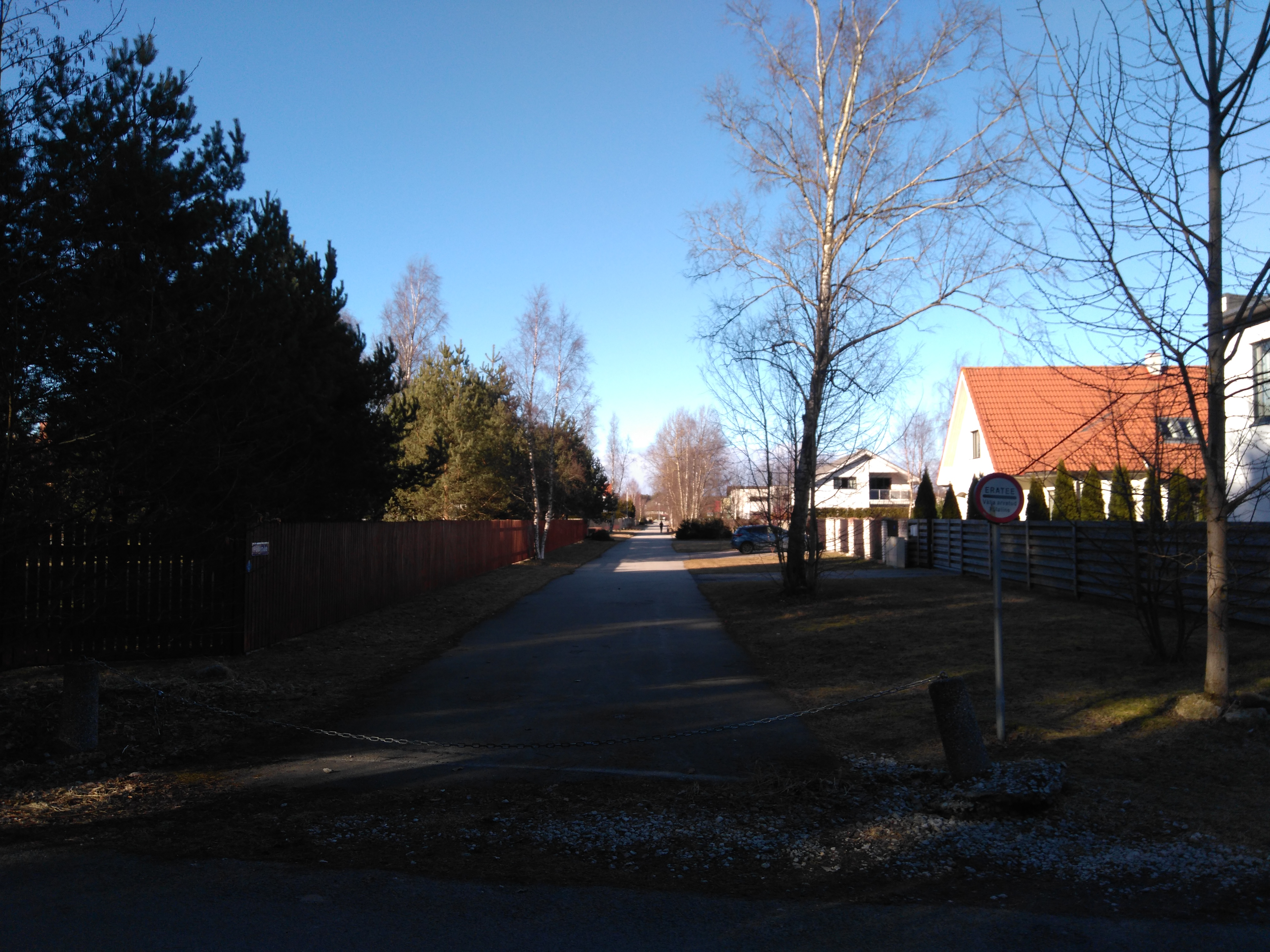
Улица Пыллумяэ